# Други чин
Други чин (енгл. Second Act) америчка је романтична комедија из 2018. године у режији Питера Сегала. Џенифер Лопез глуми жену у четрдесетим годинама која успешно тражи другу шансу за корпоративну каријеру, након што јој син пријатељице направи лажну биографију и акредитиве.
Приказан је 21. децембра 2018. године у САД, односно 20. децембра у Србији. Добио је помешане рецензије критичара, уз похвале за глуму Лопезове, али критикама усмереним ка радњи и сценарију. Зарадио је преко 72 милиона долара широм света.

## Радња
Маја живи у Квинсу и већ 15 година ради исти посао у супермаркету. Након што очекивану промоцију доделе неком другом, уз помоћ фалсификоване биографије добије канцеларијски посао из снова. Једини је проблем што о том послу не зна апсолутно ништа, а мора и озбиљно да поради на свом стилу.

## Улоге
| Глумац            | Улога           |
| ----------------- | --------------- |
| Џенифер Лопез     | Маја Давиља     |
| Ванеса Хаџенс     | Зои Кларк       |
| Лија Ремини       | Џоун            |
| Трит Вилијамс     | Андерсон Кларк  |
| Мајло Вентимилија | Треј            |
| Анали Ашфорд      | Хилди Острандер |
| Шарлин Ји         | Аријана Нг      |
| Алан Ајзенберг    | Чејс            |
| Фреди Строма      | Рон Ебсен       |
| Дејв Фоли         | Феликс Херман   |
| Лари Милер        | Вајскоф         |